# Altica ampelophaga
Altica ampelophaga is een keversoort uit de familie bladkevers (Chrysomelidae). De wetenschappelijke naam van de soort werd in 1858 gepubliceerd door Félix Édouard Guérin-Méneville.